# ألبرت فراي (عسكري)
ألبرت فراي (بالألمانية: Albert Frey)‏ هو عسكري ألماني، ولد في 16 فبراير 1913 في هايدلبرغ في ألمانيا، وتوفي في 1 سبتمبر 2003 في هايلبرون في ألمانيا.